# NGC 5306
NGC 5306 est une vaste galaxie lenticulaire à double noyau située dans la constellation de la Vierge. Sa vitesse par rapport au fond diffus cosmologique est de 7 501 ± 24 km/s, ce qui correspond à une distance de Hubble de 110,6 ± 7,8 Mpc (∼361 millions d'al). NGC 5306 a été découverte par l'astronome germano-britannique William Herschel en 1785.

## Groupe compact de Hickson 67
Les quatre galaxies visibles dans l'image obtenue du relevé Pan-STARRS forment le HCG 67. Les vitesses radiales des galaxies PGC 49017 (HCG 67B), PGC 49040 (HCG 67C) et PGC 49036 (HCG 67D) sont respectivement de 7 588 km/s, de 7 528 km/s et de 7 101 km/s. Selon certains, NGC 5306, PGC 49017 et PGC 49040 formeraient un triplet de galaxies.